# Chrysosplenium oppositifolium
Chrysosplenium oppositifolium — вид квіткових рослин родини ломикаменевих (Saxifragaceae). Ареал: Бельгія, Люксембург, Чехія, Данія, Франція, Німеччина, Велика Британія, Ірландія, Італія, Нідерланди, Норвегія, Польща, Португалія, Іспанія, Андорра, Швеція, Швейцарія, Словенія, Хорватія.

## Екологія
Росте в сильно заболочених місцях біля тінистих лісових джерел, біля водотоків у вільшаниках, часто в прямому контакті з водою; утворює суцільні насадження.

## Морфологічна характеристика

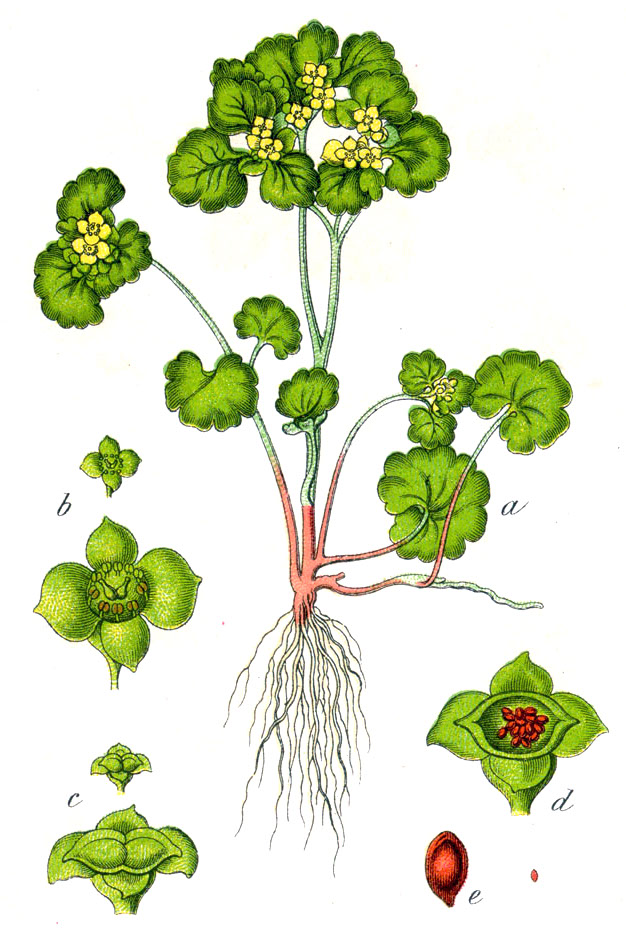

Це тендітна, темно-зелена, повзуча, багаторічна рослина 5–20 см заввишки, знизу запушена, зверху гола. Стебла висхідні, гостро 4-гранні, укорінюються біля основи, з 1–3 парами супротивних листків. Листки супротивні, черешкові, пластина широкониркоподібна, неглибоко хвилясто-зазубрена; прикореневі листки від 10 до 25 міліметрів у діаметрі; стеблові листки 5–8 × 6–9 мм; прилистків нема. Суцвіття — колос, із жовто-зеленими приквітками під час цвітіння, пізніше зеленіють. Квітки дрібні, двостатеві, 4-листочкові, жовто-зелені, ≈ 4 мм у діаметрі, радіально симетричні; віночок відсутній; є 8 тичинок. Плід — коробочка. Насіння темно-каштанове або червоно-коричневе, блискуче, 0.5–0.6 мм завдовжки, широкоеліпсоподібної форми з дуже дрібно сосочковою поверхнею. Період цвітіння: березень — червень. 2n=42.

## Використання
Іноді їдять в салатах в сільській місцевості.